# Efferia suspiciosa
Efferia suspiciosa este o specie de muște din genul Efferia, familia Asilidae, descrisă de Scarbrough și Perez-gelabert în anul 2009. Conform Catalogue of Life specia Efferia suspiciosa nu are subspecii cunoscute.